# Beautor

Beautor este o comună în departamentul Aisne din nordul Franței. În 1 ianuarie 2022 avea o populație de 2.625 de locuitori.